# Потрясіння
Потрясіння (англ. Shook) — американський короткометражний драматичний фільм. Фільм створений як студентська робота, для отримання освітнього ступеня MFA, в кінематографічному підрозділі школи мистецтв, Колумбійського університету.

## Сюжет
Молода афроамериканка Джилл дізнається, що її чоловік Чарльз, протягом усього їхнього шлюбу, живе у стані нижче плінтуса практикуючи гомосексуальні зв'язки на стороні. Тепер вона повинна вирішити: покинути чоловіка, чи спробувати врятувати шлюб і стосунки, які вона так довго й важко вибудовувала. Джилл не впевнена як їй краще вчинити, її оточення не схвалює прояви гомосексуалізму, вона усвідомлює ризик зараження на ВІЛ/СНІД, для себе і своєї ненародженої дитини.

## Відзнаки і досягнення
Фільм брав участь і перемагав в декількох фестивалях і конкурсах, орієнтованих на незалежні фільми та фільми початківців
| Фестиваль | Нагорода                                                          |
| --- | ----------------------------------------------------------------- |
| Кінофестиваль Колумбійського університету 2004 (англ. Columbia University Film Festival)                         | Учасник фестивалю                                                 |
| Фестиваль афроамериканського кіно «Мартас Віньярд» 2004 (англ. Martha's Vineyard African American Film Festival) | Учасник фестивалю                                                 |
| Кінофестиваль у Палм-Спрінгс 2004                                                                                | Учасник фестивалю                                                 |
| Кінофестиваль міський всесвіт 2004 (англ. Urbanworld Film Festival)                                              | Учасник фестивалю                                                 |
| Кінофестиваль до дня визволення рабів 2004 (англ. Juneteenth Film Festival)                                      | Найкращий фільм фестивалю (англ. Best Film of the Festival Award) |
| Кінофестиваль до дня визволення рабів 2004 (англ. Juneteenth Film Festival)                                      | Найкращий студентський фільм (англ. Best Student Film Award)      |
| Оклендський міжнародний кінофестиваль 2004 (англ. Oakland Film Festival)                                         | Найкраща коротка розповідь (англ. Best Short Narrative)           |
| Кінофестиваль «Жінки в режисерському кріслі» 2005 (англ. Women in the Director's Chair Film Festival)            | Учасник фестивалю                                                 |
| Шоутайм, показ фільмів чорношкірих режисерів 2005 (англ. Showtime's Black Filmmaker Showcase)                    | Фіналіст                                                          |

## У ролях
- Робіні Лі[en] — Джилл
- Жак Ковар II — Чарльз
- Доннетта Лавінія Грейс — Клер
- Крістофер Берріс — Трей
- Синтія Браун — Антуанетта
- Сафія Фредерікс — Шеллі
- Тара Перрі — Монік
- Малінда Волфорд — Габріель
- Максін Лейн — дівчина на пляжі
- Ламонт Леж — чоловік в книгарні
- Рендалл Доттін — Гравець в баскетбол #1
- Хасан Ель-Генді — Гравець в баскетбол #2
- Грегорі Аллен Такер — Гравець в баскетбол #3
- Ліза Гойнс — Мама в парку
- Алі Морган — Тато в парку
- Кібрія Морган — Донька в парку

## Див. Також
Отримай цей номер